# Plecturocebus caligatus
Тити Хершковица (лат. Plecturocebus caligatus) је врста примата (Primates) из породице Pitheciidae.

## Распрострањење
Ареал врсте је ограничен на мањи број држава. 
Врста је присутна у следећим државама: Бразил, Перу и Боливија.

## Станиште
Станиште врсте су шуме. 

## Угроженост
Ова врста је наведена као последња брига, јер има широко распрострањење и честа је врста.